# Portomaggiore
Portomaggiore (Portmagiòr in dialetto ferrarese) è un comune italiano di 12 228 abitanti della provincia di Ferrara in Emilia-Romagna. È capoluogo dell'Unione dei comuni Valli e Delizie.

## Geografia fisica
Cittadina i cui primi insediamenti risalgono al XII secolo, sviluppatasi in una terra strappata alla antica palude delle valli del Mezzano sugli argini di antichi rami del fiume Po.
- Classificazione climatica: zona E, 2272 GG

## Origini del nome
Il toponimo deriva dall'importante porto fluviale che esisteva sul Sandalo e che permetteva i commerci con i corsi d'acqua prossimi (Fossa di Porto, Po di Primaro e Persico) e con il mare attraverso le paludi di Comacchio.

## Storia

### Le origini
Il primo documento scritto relativo alla città è una carta d'enfiteusi scritta da Regimbaldo di Santa Maria in Palazzolo del 955. Lo scritto tratta la descrizione morfologica delle terre comprese nella Pieve di Santa Maria in Porto e, nonostante non sia ancora utilizzato l'attributo "maggiore" tutti gli storici sono concordi nell'affermare che si trattasse proprio del centro odierno. Il toponimo moderno si avrà solo nel 1249.

### La contesa arcivescovile
La terra di Portomaggiore fu a lungo contesa tra i poteri arcivescovili ravennati e quelli ferraresi. Nel 1119 l'imperatore Arrigo VI promulgò un diploma con il quale venne spostato il confine ferrarese fino alla Fossa di Bosio, comprendendo anche Portomaggiore. Un altro diploma imperiale, settantasei anni dopo, restituiva ai Ravennati le "Terre di Porto". I ferraresi tuttavia continuarono a considerare la Fossa di Bosio come confine naturale e a pretendere il controllo sui centri di Portomaggiore, Sandolo, Maiero, Ripapersico, Consandolo e Portoverrara che, solo nel 1277, si poterono dire definitivamente ferraresi perché delimitati da una fossa fatta costruire da Azzo Novello a scopo di delimitare i propri confini.

### Il primo dominio Estense
Gli Estensi governarono Portomaggiore per tutto il periodo della durata del Ducato di Ferrara e fino alla sua devoluzione allo Stato Pontificio. Essi apportarono in queste terre notevoli migliorie, specie in termini di bonifiche. Già ai tempi di Nicolò II esisteva a Portomaggiore un'istituzione scolastica riportata dai documenti come "Schole Sanctae Mariae de Porto". Malgrado i benefici influssi della stabilità estense fossero particolarmente sentiti dai portuensi, questi, in un momento difficile della vita della signoria, si lasciarono coinvolgere da faide familiari abbracciando la causa del marchese Azzo, ribelle al governo legittimo di Nicolo III. Il fatto, compiutosi nel 1395, è noto come tradimento di Portomaggiore, perché proprio qui, i due schieramenti diedero vita ad una sanguinosa battaglia conclusa con la sconfitta di Azzo.

### Il secondo dominio Estense

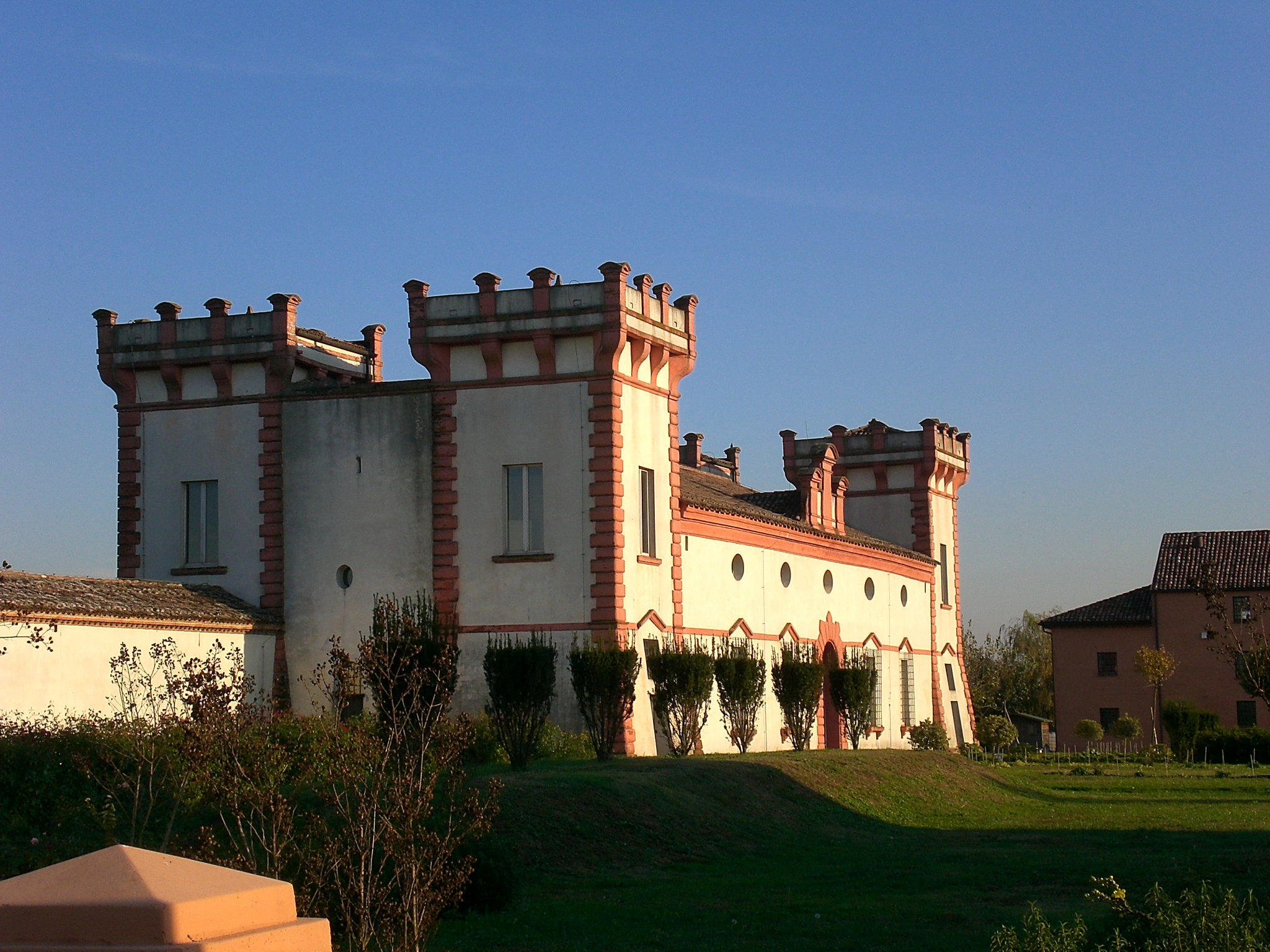
La Delizia del Verginese

Dopo il cruento episodio del 1395, sempre sotto direzione estense, il Portuense tornò ad essere oggetto di particolari attenzioni da parte della signoria, vuoi perché questi luoghi erano terre di confine e quindi bisognose di costanti aggiornamenti di natura bellica, vuoi per la peculiare attitudine di ogni reggitore della casata a concedersi luoghi di sosta, di ristoro e di caccia particolarmente lussuosi in ogni parte del ducato, denominati "Delizie". Anche nell'attuale territorio del comune di Portomaggiore ve ne era una di prestigio: la Delizia del Verginese a Gambulaga. Nel 1533, ai tempi di Alfonso I, il possedimento del Verginese era ancora legato allo sfruttamento agricolo, al pascolo e all'allevamento; tramutò in Delizia vera e propria nel 1534 grazie a Laura Dianti.

### Il dominio Pontificio
Con la devoluzione del feudo ferrarese nel 1598, papa Clemente VIII si recò personalmente a prendere possesso dei territori ducali; il 2 ottobre fu a Portomaggiore dove celebrò una messa all'altare della Madonna della Chiesa di San Francesco e lasciò "abbondante elemosina al Convento dei Frati". Del periodo pontificio nel Portuense non si hanno memorie significative, tranne il definitivo sfaldamento del Castello e l'inaugurazione della Chiesa della Madonna dell'Olmo (tutt'oggi visitabile). Il 1860 fu un anno di aspre contese tra i poteri religiosi argentani e quelli portuensi; un insanabile dissidio che si protrasse per quasi cinquant'anni e il cui motivo era la dislocazione delle chiese collegiate più prestigiose. Entrambe le popolazioni dei due centri furono coinvolte in questa sorta di campanilismo politico-religioso ed è forse a questo periodo che si possono far risalire l'atavico agonismo e la rivalità ancora oggi molto sentiti tra i due comuni ferraresi.

### L'età Napoleonica ed il Risorgimento
Il periodo Napoleonico non si dimostrò particolarmente significativo per la storia portuense e al riguardo fu scritto nel "Giornale del Basso Po" del 21 giugno 1798, "ben pochi cittadini hanno smesso il vestito aristocratico, e le forze rivoluzionarie del paese sono rappresentate da una guardia "ad zzanzàl" (di zanzare)". Ben altro va detto a proposito delle guerre d'indipendenza e dei cittadini di Portomaggiore direttamente impegnati nelle lotte per l'unificazione nazionale. Tra gli episodi più noti ricordiamo l'intervento del conte colonnello Ignazio Aventi in favore della popolazione di Comacchio ribellatasi agli austriaci; e ancora va menzionata la figura del fratello di Ignazio, il conte Carlo Aventi, che, arruolatosi tra i Bersaglieri del Po, cadde nella battaglia di Cornuda del 9 maggio 1848. Fu sempre un Aventi, il conte Antonio figlio di Ignazio, che nel 1859 organizzò e diresse la rivolta cittadina del 20 giugno, mentre Ferrara era ancora controllata dal potere pontificio e dal presidio austriaco.

### L'Ottocento e le rivolte popolari

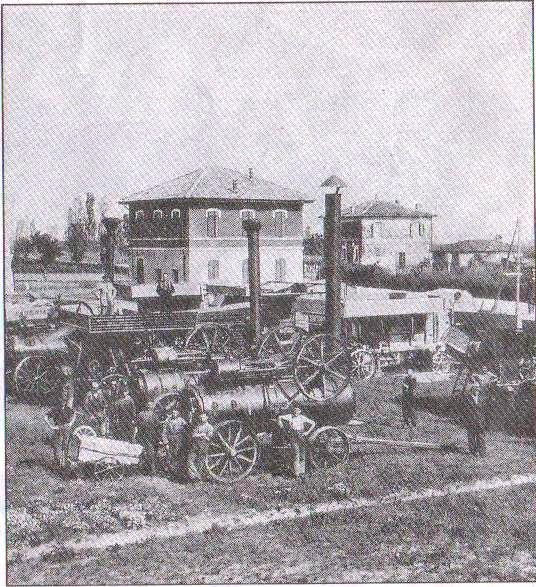
Lavori agricoli nei pressi della cittadina

L'Ottocento fu anche il secolo delle grandi bonifiche; con esse divamparono le lotte sociali che valsero a Portomaggiore l'appellativo di "capitale degli scioperi". Già nel 1901 si potevano contare nel Portuense numerose organizzazioni politico-sindacali come le Leghe di Resistenza e Miglioramento che riunivano obbligati e disobbligati, muratori e operai. Nonostante da più di un decennio fossero in funzione ferrovie di collegamento con Ferrara e Bologna, nel 1903 i disoccupati erano ancora oltre 2500 e l'economia era fondata ancora sullo sfruttamento dei lavoratori. Fu così che nel 1903 si giunse al grande sciopero dei 4500, con violenti scontri tra polizia e crumiri da una parte e manifestanti dall'altra. Un altro importante sciopero si ebbe nel 1907, durante il quale intervenne la polizia a cavallo per abbattere le barricate innalzate lungo il viale della stazione con lo scopo di impedire l'accesso ai crumiri.

### Le due guerre ed il dopoguerra
Il fascismo e le due guerre lasciarono lutti e profonde lacerazioni nel tessuto urbano-architettonico di Portomaggiore: le azioni terroristiche delle camicie nere erano dirette personalmente da Italo Balbo e Olao Gaggioli. Tra il 1944 e il 1945 le incursioni aeree determinarono la distruzione della centrale elettrica, della stazione ferroviaria, delle prigioni, del Palazzo degli Uffici governativi, dell'ospedale Eppi, della Collegiata (il Duomo) e di centinaia di abitazioni. Il 19 aprile 1945, all'entrata in città dell'VIII armata inglese, Portomaggiore si presentava come un cumulo di macerie. Negli anni Cinquanta del 1900 vennero realizzati strade, case, scuole e l'ospedale; fu attuato un piano regolatore che portò ad una struttura urbanistica tra le più moderne del tempo. Dal 1º agosto 1959 la frazione di Masi Torello veniva elevata a capoluogo di Comune autonomo.

### Dagli anni sessanta ad oggi
Durante gli anni del boom economico, fiorirono a Portomaggiore diverse attività artigianali ed industriali: tra le più famose ricordiamo la Fabbri e la Colombani (fondata nel 1924 da Giulio Colombani). Nel 1986 Portomaggiore fu ritenuta il luogo più idoneo per realizzare un "mega-villaggio satellite americano"; furono quindi impiegati 5000 metri quadrati per la costruzione del sogno "made in USA". L'OK Village, così si chiamava questa New York in miniatura, era in effetti una piccola città dove al ballo si associava la possibilità di fare acquisti nella Quinta Strada o di sdraiarsi sulle panchine di Central Park. Al mondo, al momento della realizzazione del complesso, esistevano soltanto altre due discoteche simili: il "Palladium" a New York e l'"Ippodrome" a Londra.

### Simboli
Non è possibile stabilire l'antichità dello stemma poiché il materiale storico dell'Archivio comunale è andato perduto, ma lo si trova in un punzone di ferro del comune e scolpito sui banchi della sua collegiata.
La veduta al naturale allude al nome del borgo. Le stelle probabilmente si riferiscono ai tre territori che formavano la circoscrizione amministrativa nella sua massima estensione storica: il capoluogo (in posizione leggermente più elevata) e gli appodiati di Voghiera e Masi Torello, oggi comuni autonomi.

## Monumenti e luoghi d'interesse

### Architetture religiose
- Chiesa di Santa Maria Assunta
- Chiesa di San Giorgio Martire nella frazione di Gambulaga
- Chiesa di San Sisto II Papa nella frazione di Runco
- Chiesa di San Clemente nella frazione di Portoverrara
- Chiesa di San Martino nella frazione di Maiero
- Chiesa di San Michele Arcangelo nella frazione di sandolo
- Chiesa di Sant'Andrea Apostolo nella frazione di Ripapersico

### Architetture civili

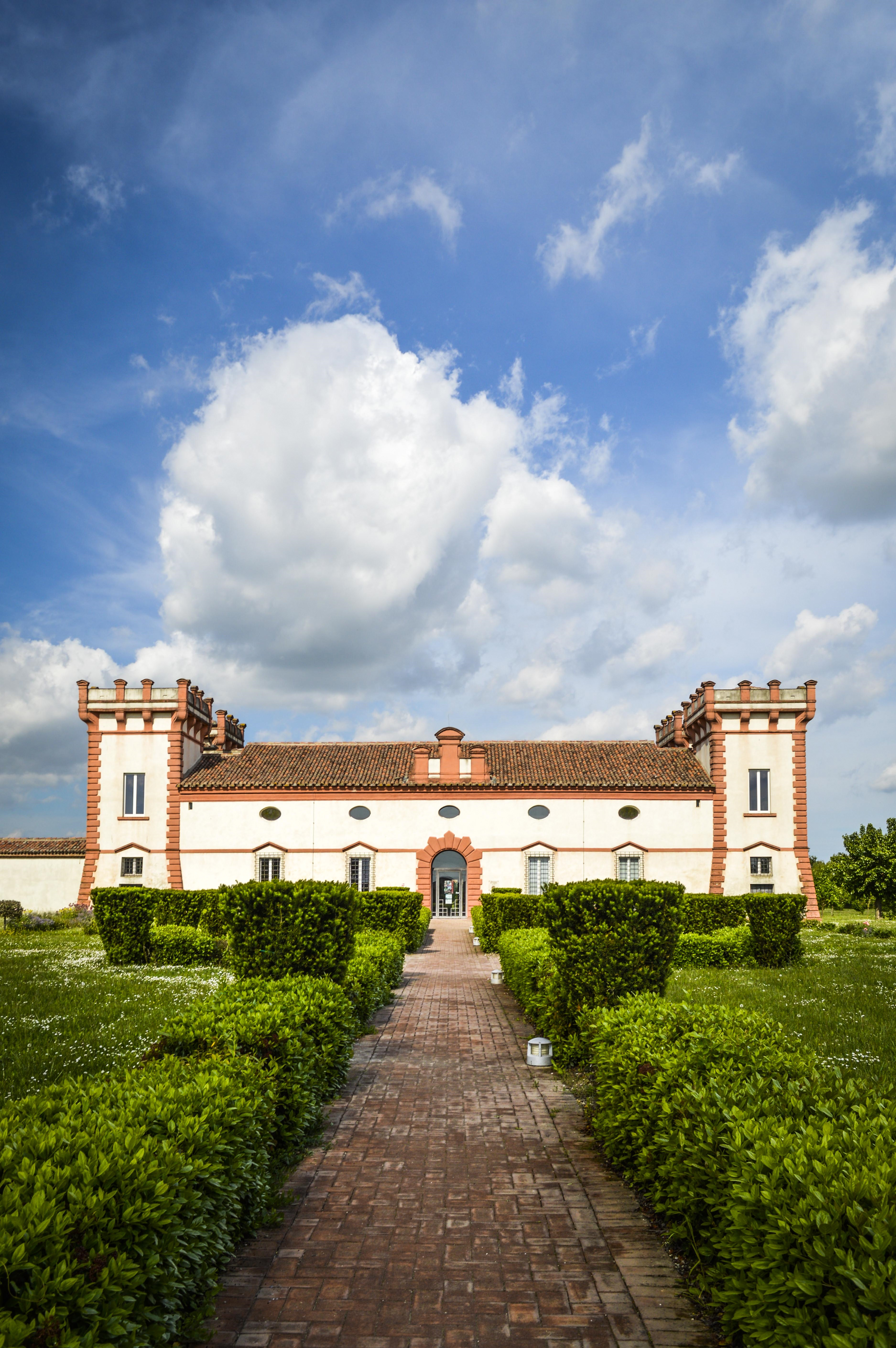
Delizia Estense del Verginese
Monumento importante del comune è la Delizia del Verginese, castello ubicato nella frazione di Gambulaga a circa 6 chilometri dal capoluogo. Originariamente casale di campagna, fu trasformato in residenza ducale nel primo Cinquecento da Alfonso I d'Este e donato a Laura Eustochia Dianti. Alla morte del Duca, la dama vi si ritirò, facendone la sua piccola corte privata e ne ordinò la ristrutturazione, eseguita principalmente da Cavaldi da Parma. Questi configurò il castello come un edificio a pianta rettangolare e a due ordini, delimitato da quattro torri merlate e a pianta quadrata. A lato è posta una piccola chiesa settecentesca, unita all'edificio tramite un portico, anch'esso della stessa epoca. L'interno venne decorato a partire dal XVIII secolo con stucchi, fiori in stile liberty a tempera, conchiglie, rosoni, volute e spesse cornici che delineano soffitti. Grazie ad un recente restauro, l'antica delizia estense è diventata un luogo privilegiato per mostre temporanee, incontri culturali e concerti.
La Delizia del Verginese dal 2006 ospita i reperti archeologici del "Sepolcreto dei Fadieni" (I e II secolo d.C.).
Teatro Sociale della Concordia

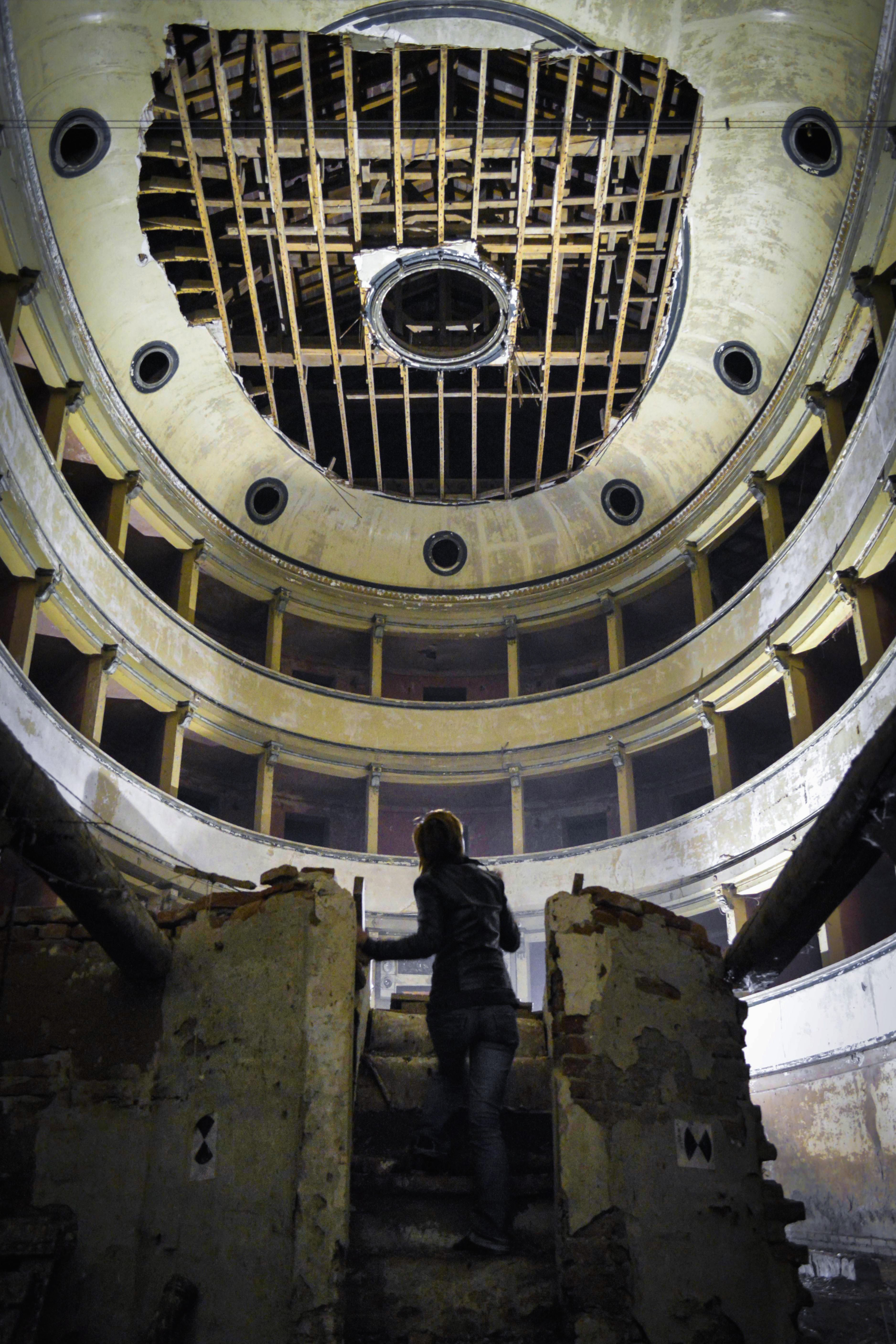
Interno del Teatro Sociale della Concordia

Progettato dall'architetto Giovanni Tosi nei primi del 1800 su mandato della società per azioni del "Teatro Sociale della Concordia". Inaugurato il 15 ottobre 1844 il teatro di gradevole architettura circolare, era costituito da 44 palchi disposti su tre ordini che potevano, unitamente alla platea, ospitare circa 450 spettatori. Dopo decenni di abbandono, negli anni 80 fu restaurato il Ridotto del teatro, luogo di mostre ed eventi, e nelle sale del secondo piano sono ora esposti 10 ritratti del pittore portuense Federico Bernagozzi  e 10 ritratti del pittore ferrarese Remo Brindisi con soggetto ferraresi illustri del ‘900.
Oasi di Porto-Trava

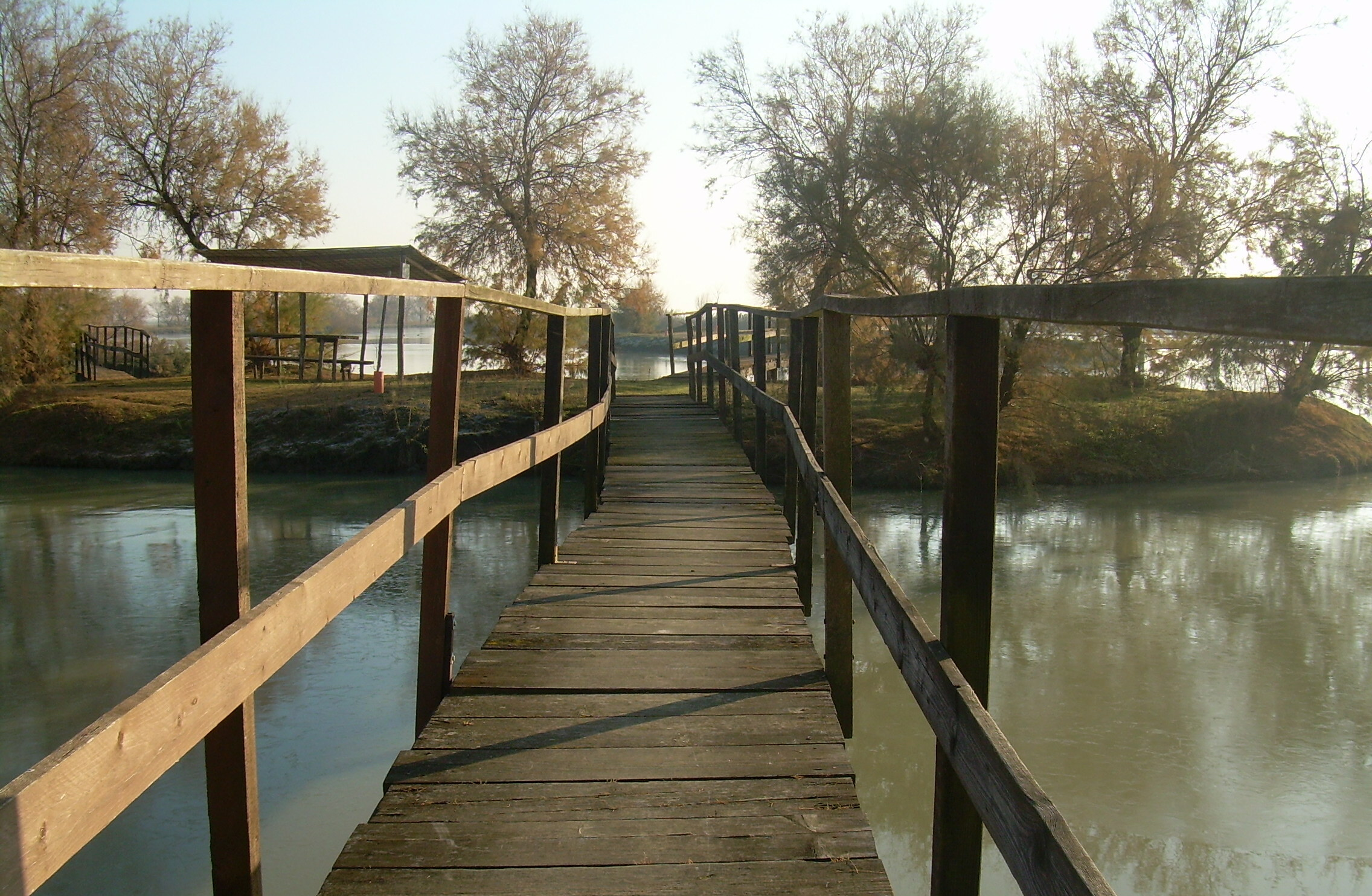
Oasi di Porto

Un'altra attrattiva del comune è l'Oasi di Porto, area ideale per il birdwatching e la pesca sportiva. Questa Oasi si estende per 11 ettari con uno specchio d'acqua di 7 ettari. In questo lembo di natura è possibile fermarsi e trascorrere alcune ore in pace passeggiando tra le isolette unite tra loro da ponticelli in legno, soffermandosi a guardare le oche ed altri uccelli acquatici nuotare, pescare e rincorrersi nell'acqua; per finire poi a leggere la favola ferrarese "Le tre ocarine" che si sviluppa sul prato fino al recinto dei daini. Dall'Oasi Trava si può raggiungere, percorrendo un bello e accessibile percorso in bicicletta di soli 4 km, l'Oasi Anse Vallive di Porto - Bacino di Bando.

## Società

### Evoluzione demografica
Abitanti censiti

### Etnie e minoranze straniere
Al 31 dicembre 2022 i residenti stranieri erano 2181, pari al 16,73% della popolazione.

### Tradizioni e folclore
Nella terza settimana di settembre si tiene l'antica Fiera di Portomaggiore, rassegna di macchine agricole e prove di lavorazione in campo. Vi sono anche stand gastronomici e rassegne artistiche nelle vie del centro storico.
Durante l'antica Fiera si tiene il famoso concorso di poesia dialettale al quale partecipano moltissimi artisti di livello provinciale e regionale.

Da segnalare che la famiglia circense degli Orfei è originaria di Portomaggiore.

## Cultura

### Cucina e gastronomia

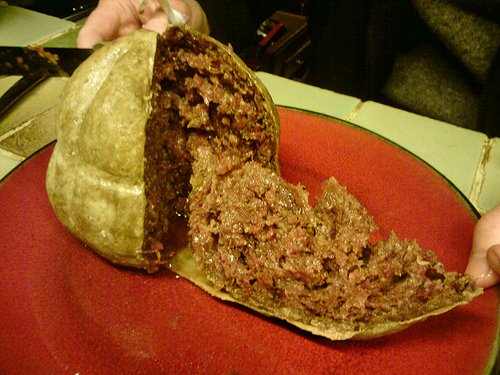
La salama da sugo, simbolo culinario della città

Portomaggiore è la zona di origine della salama da sugo, un insaccato fatto con fegato, lingua e altre parti del maiale insaccate nella vescica.
Altre specialità gastronomiche del portuense sono il cotechino (a rafforzare una tradizione della lavorazione della carne di suino), i cappellacci di zucca ed il risotto di zucca.
Influenze della cucina della vicina Romagna si possono vedere nell'uso della piadina e del vino Sangiovese.
Notevole è la produzione di prodotti ortofrutticoli nel portuense, il terreno fertile e torboso permette la coltivazione di ottime qualità di frutta, esportate in tutto il territorio italiano: tra i più apprezzati troviamo i meloni, i fichi e le angurie.

## Geografia antropica

### Frazioni
Le otto frazioni di Portomaggiore sono: Portoverrara, Maiero, Sandolo, Gambulaga, Runco, Quartiere, Portorotta e Ripapersico. Esistono altre piccole località non riconosciute ufficialmente come frazioni ma densamente popolate in passato: la Braglia, il Pozzale e il Verginese sono quelle più conosciute.

## Economia
L'agricoltura (coltivazioni cerealicole e frutticole), sulla cui economia si è sempre appoggiato storicamente il tessuto locale, sul finire del XX secolo ha visto perdere progressivamente importanza a favore di terziario avanzato e piccola attività manifatturiera, con conseguente sviluppo di attività industriali ed artigianali.
Portomaggiore comunque è luogo di nascita di aziende storiche del settore agricolo/commerciale. Nel 1905 vi nacque l'industria Fabbri, trasferitasi poi a Bologna, che divenne famosa per le conserve e l'Amarena Fabbri, suo simbolo nel mondo. Nel 1924 il commendator Giulio Colombani avviò a Portomaggiore un'attività di produzione di conserve di pomodoro, e successivamente di marmellate e succhi di frutta, che si affermò nel tempo con il marchio Jolly Colombani e che fu poi acquisita dal consorzio Conserve Italia.  Ambedue queste attività industriali non hanno comunque lasciato stabilimenti produttivi sul territorio di Portomaggiore.

## Infrastrutture e trasporti

### Strade
Portomaggiore è servito dalla strada statale 16 Adriatica ed è a circa 15 chilometri dall'autostrada A13 Bologna-Padova e dalla Superstrada Ferrara-Porto Garibaldi.

### Ferrovie
La stazione di Portomaggiore rappresenta lo scalo ferroviario più importante della provincia, dopo quello di Ferrara. La stazione rappresenta una fermata della linea Ferrara – Rimini ed è capolinea delle linee Bologna–Portomaggiore e Portomaggiore-Dogato.
Di fronte alla Delizia del Verginese è presente inoltre una seconda stazione ferroviaria, posta sulla linea Portomaggiore-Dogato, il cui esercizio è però sospeso dal 2017.

## Sport
A Portomaggiore è diffusa la pallavolo ed è il luogo di nascita di molte personalità sportive come Dino Bruni (ciclismo), Gianfranco Macchia (pugilato), Luca Stagni (pallavolo), Ruben Buriani (calcio), Davide Santon (calcio), Michele Vancini (nuoto) e Savino Bellini (calcio), al quale è dedicato lo stadio.

Il 4 gennaio 2008 la nazionale under 21 olandese si allenò nello stadio di Portomaggiore (dove gioca la Portuense) prima dell'amichevole contro l'Italia a Ferrara.

### Calcio
- A. S. Portuense - Campionato Regionale Promozione
- Quartiere Calcio - Campionato Provinciale di Seconda Categoria

### Pallavolo
- Team Volley Portomaggiore - Campionato nazionale Serie A3 girone bianco

### Nuoto
La società Delfino 93 gestisce la piscina comunale e vanta numerosi iscritti.

### Motori
A Ripapersico, a pochi chilometri a sud di Portomaggiore, vi è una pista per gokart e minimoto che ospita eventi e manifestazioni di livello sia regionale che nazionale.

### Tiro con l'arco
Presso la Delizia del Verginese vi sono alcuni campi di tiro.

## Amministrazione

Gonfalone civico

Di seguito è presentata una tabella relativa alle amministrazioni che si sono succedute in questo comune.
| Periodo        | Periodo        | Primo cittadino     | Partito                                                        | Carica  | Note  |
| -------------- | -------------- | ------------------- | -------------------------------------------------------------- | ------- | ----- |
| 30 agosto 1988 | 7 giugno 1993  | Villiam Barbieri    | Partito Comunista Italiano, Partito Democratico della Sinistra | Sindaco | [ 8 ] |
| 19 giugno 1993 | 28 aprile 1997 | Aurelio Pariali     | -                                                              | Sindaco | [ 8 ] |
| 28 aprile 1997 | 14 maggio 2001 | Aurelio Pariali     | lista civica                                                   | Sindaco | [ 8 ] |
| 14 maggio 2001 | 30 maggio 2006 | Gian Paolo Barbieri | lista civica                                                   | Sindaco | [ 8 ] |
| 29 maggio 2006 | 16 maggio 2011 | Gian Paolo Barbieri | lista civica                                                   | Sindaco | [ 8 ] |
| 16 maggio 2011 | 6 giugno 2016  | Nicola Minarelli    | lista civica Portomaggiore futura                              | Sindaco | [ 8 ] |
| 6 giugno 2016  | 4 ottobre 2021 | Nicola Minarelli    | lista civica Portomaggiore futura                              | Sindaco |       |

### Gemellaggi
- Petrozavodsk